# Cerberus Capital Management
Cerberus Capital Management, L.P. è un'azienda statunitense con sede a New York, operante nei fondi di investimento (private equity), fondata nel 1992 da Steve Feinberg e da William L. Richter.
L'azienda ha uffici negli Stati Uniti, in Europa e in Asia. Al 2023 Cerberus ha circa 60 miliardi di dollari in gestione in fondi e conti. La società è consulente per gli investimenti accreditato alla Securities and Exchange Commission statunitense. Tra gli investitori vi sono fondi pensione sia del settore privato sia pubblico, fondazioni di beneficenza, universitarie, compagnie assicurative, investimenti familiari e fondi sovrani. 
L'ex vicepresidente degli Stati Uniti Dan Quayle è dal 1999 un importante esponente di questa società nella gestione di alcune controllate estere e presidente della divisione Global Investments.

## Investimenti

### Chrysler
Nel 2007 Cerberus con altri 100 investitori ha acquistato l'80% di Chrysler per 5,520 miliardi di euro, promettendo di rafforzare il mercato dell'auto. Nel 2008 il piano è fallito a causa della grave crisi finanziaria e industriale e del conseguente rallentamento senza precedenti dell'industria automobilistica negli Stati Uniti e la successiva mancanza di capitali. Il 30 marzo 2009 è stato annunciato che Cerberus Capital Management rinuncerà alla propria quota di capitale e alla proprietà di Chrysler imposta come condizione dal Ministero del Tesoro degli Stati Uniti a fronte del salvataggio dell'azienda automobilistica. Cerberus manterrà una partecipazione in Chrysler con Chrysler Financial. Il 30 aprile 2009 il marchio e le attività di Chrysler vengono rilevate per il 20% dal Gruppo FIAT con l'opzione di raggiungere in futuro il 51%. Successivamente la gestione finanziaria di Chrysler ha annunciato il fallimento con l'accesso alla procedura "Chapter 11" che consente una bancarotta pilotata attraverso la protezione dai creditori.

### GMAC
Nel 2006 Cerberus ha acquisito il 51% di GMAC, il settore finanziario della General Motors. A ottobre 2008 GMAC ha debiti per 129,07 miliardi di euro contro un attivo di 104,45 miliardi di euro, inoltre la Banca GMAC ha altri 12,677 miliardi di euro in depositi (come passività). Nel dicembre del 2008 gli obbligazionisti di Cerberus GMAC sono stati informati che la società di servizi finanziari potrebbe fallire, se non viene approvato un piano di rientro. Nel gennaio del 2009 Merkin si è dimesso dalla presidenza, su precisa richiesta da parte del governo degli Stati Uniti. Cinque giorni prima, la Federal Reserve ha concesso la Banca GMAC (la banca della holding), col fine di poter ottenere un'apertura di credito ulteriore. Cerberus ha investimenti in Chrysler e GMAC circa il 7% del proprio patrimonio.